# بني مكاتيل (مثيوة)
بني مكاتيل هي إحدى مشيخات المملكة المغربية، تتبع جغرافيا لإقليم شفشاون وإداريًا لمثيوة. يقدر عدد سكانها بـ 1575 نسمة حسب الإحصاء الرسمي للسكان والسكنى لسنة 2004.